# Contea di Black Hawk
La contea di Black Hawk (Black Hawk County) è una contea dello Stato dell'Iowa. Nel 2000, la popolazione era di 128 012, facendone la quarta più grande contea per popolazione dello Stato; nel 2010, la popolazione è passata a 131 090 abitanti. La maggior parte della popolazione della Contea risiede nel Cedar Falls, area urbanizzata di Waterloo. Waterloo, il capoluogo di contea, si trova a circa 65 miglia (105 km) ad est della I-35, all'incrocio tra le Autostrade US 20, 63 e 218. La città di Cedar Falls si trova a circa otto miglia a ovest di Waterloo. Black Hawk County è una delle tre contee che compongono la Waterloo-Cedar Falls Metropolitan Statistical Area.

## Principali autostrade
- Interstate 380 (Iowa)|Interstate 380
- U.S. Route 20
- U.S. Route 63
- U.S. Route 218
- Iowa Highway 21
- Iowa Highway 27
- Iowa Highway 57
- Iowa Highway 58
- Iowa Highway 175
- Iowa Highway 281

## Comunità e località
La Contea di Black Hawk si suddivide in undici città, sei unincorporated community e diciassette township:

### Città
- Cedar Falls
- Dunkerton
- Elk Run Heights
- Evansdale
- Gilbertville
- Hudson
- Janesville
- Jesup
- La Porte City
- Raymond
- Waterloo

### Unincorporated community
- Dewar
- Eagle Center
- Finchford
- Glasgow
- Voorhies
- Washburn

### Township
- Barclay
- Bennington
- Big Creek
- Black Hawk
- Cedar
- Cedar Falls
- Eagle
- East Waterloo
- Fox
- Lester
- Lincoln
- Mount Vernon
- Orange
- Poyner
- Spring Creek
- Union
- Washington